# María Sánchez
María Guadalupe Sánchez Morales (Nampa, Idaho, Estados Unidos, 20 de febrero de 1996) es una futbolista mexico-estadounidense. Juega de centrocampista en Tigres de la UANL de la Liga MX Femenil de México. Inicio su carrera profesional en el Chicago Red Stars de la NWSL donde fue drafteada. Luego viajó a México para unirse al Chivas Femenil para el Torneo Clausura 2020 y más tarde al Tigres de la UANL con quien obtuvo un Campeonato de Liga en 2021.
Jugó en el equipo de la Universidad Estatal de Idaho y en los Santa Clara Broncos. Formó parte de la Selección femenina de fútbol de México en la Copa Mundial Femenina de Fútbol de 2015 y en la Copa Mundial Femenina de Fútbol Sub-20 de 2016.
En diciembre de 2023, al renovarse su contrato con el Houston Dash, se convirtió en la jugadora mejor pagada de la NWSL.

## Trayectoria

### Seleccionada mexicana
En 2015, la entrenadora de Sánchez en Idaho le contó sobre unas pruebas para integrar la selección femenina de fútbol de México sub-20. Sánchez las realizó y después de su buena actuación fue invitada a unirse al equipo de fútbol femenino mexicano para la Copa Mundial Femenina de Fútbol de 2015, donde fue la segunda jugadora más joven en el equipo mundialista.

### Copa Mundial
| Mundial                              | Sede               | Resultado              |
| ------------------------------------ | ------------------ | ---------------------- |
| Copa Mundial Femenina 2015           | Canadá             | Fase de grupos         |
| Copa Mundial Femenina Sub-20 de 2016 | Papúa Nueva Guinea | 7.º (Cuartos de final) |

### Torneos internacionales
| Torneo                                            | Sede                   | Resultado      |
| ------------------------------------------------- | ---------------------- | -------------- |
| Juegos Panamericanos 2015                         | Toronto, Canadá        | Tercero        |
| Campeonato Femenino Sub-20 de la Concacaf de 2015 | Honduras               | Tercero        |
| Juegos Centroamericanos y del Caribe 2018         | Barranquilla, Colombia | Campeón        |
| Campeonato Femenino de la CONCACAF 2018           | Estados Unidos         | Fase de grupos |
| Juegos Panamericanos 2019                         | Lima, Perú             | 5.º puesto     |
| Preolímpico de CONCACAF 2020                      | Estados Unidos         | Semifinalista  |

## Estadísticas

### Clubes
| Club              | País           | Año  |
| ----------------- | -------------- | ---- |
| Chicago Red Stars | Estados Unidos | 2019 |
| Guadalajara       | México         | 2020 |
| UANL              | México         | 2021 |
| Houston Dash      | Estados Unidos | 2021 |
| San Diego Wave    | Estados Unidos | 2024 |
| UANL              | México         | 2025 |

## Palmarés

### Títulos nacionales
| Título          | Club        | País   | Año      |
| --------------- | ----------- | ------ | -------- |
| Liga MX Femenil | Tigres UANL | México | Cl. 2021 |

### Títulos internacionales
| Título               | Equipo              | Sede  | Año  |
| -------------------- | ------------------- | ----- | ---- |
| Juegos Panamericanos | Selección de México | Chile | 2023 |